# Южный Парк (7-й сезон)
Седьмой сезон американского анимационного телесериала «Южный Парк» впервые транслировался в США на телеканале Comedy Central с 19 марта по 17 декабря 2003 года.
Это последний сезон, в котором Элиза Шнайдер озвучивает большинство женских персонажей, поскольку она ушла из-за спора о контракте.

## Актёрский состав

### Основной состав
- Трей Паркер — Стэн Марш / Эрик Картман / Рэнди Марш / мистер Гаррисон / Клайд Донован / мистер Маки / Стивен Стотч / Джимми Волмер / Тимми Барч
- Мэтт Стоун — Кайл Брофловски / Кенни Маккормик / Баттерс Стотч / Джеральд Брофловски / Стюарт Маккормик / Крэйг Такер / Джимбо Керн
- Элиза Шнайдер — Лиэн Картман / Шелли Марш / Шерон Марш / мэр Мэкдэниэлс / Венди Тестабургер / директриса Виктория
- Мона Маршалл — Шейла Брофловски / Линда Стотч
- Айзек Хейз — Шеф

### Приглашённые звёзды
- Норман Лир — Бенджамин Франклин[1]

## Эпизоды
| № общий | № в сезоне | Название                                                    | Режиссёр    | Автор сценария | Дата премьеры   | Произв. код |
| --- | ---------- | ----------------------------------------------------------- | ----------- | -------------- | --------------- | ----------- |
| 97 | 1          | «Шоу закрыто» «Cancelled»                                   | Трей Паркер | Трей Паркер    | 19 марта 2003   | 704         |
| Друзья узнают, что Земля является одним большим телешоу для инопланетян. Так как земляне догадались, что они находятся под наблюдением из космоса, космические продюсеры принимают решение закрыть шоу и уничтожить планету. Друзья пытаются их убедить сохранить шоу и, соответственно, Землю. |            |                                                             |             |                |                 |             |
| 98 | 2          | «Сумасшедшие калеки» «Krazy Kripples»                       | Трей Паркер | Трей Паркер    | 26 марта 2003   | 702         |
| Тимми и Джимми хотят создать клуб для калек. Кристофер Рив приезжает в город и рассказывает о важности изучения стволовых клеток. |            |                                                             |             |                |                 |             |
| 99 | 3          | «Туалетная бумага» «Toilet Paper»                           | Трей Паркер | Трей Паркер    | 2 апреля 2003   | 703         |
| Кайла мучает совесть после того, как он с друзьями закидал туалетной бумагой дом учительницы. За расследование этого дела берётся офицер Барбреди. |            |                                                             |             |                |                 |             |
| 100 | 4          | «Я люблю кантри» «I’m a Little Bit Country»                 | Трей Паркер | Трей Паркер    | 9 апреля 2003   | 701         |
| Друзья участвуют в антивоенной демонстрации. Картман путешествует в прошлое — во времена войны за независимость США. |            |                                                             |             |                |                 |             |
| 101 | 5          | «Толстая задница и тупая башка» «Fat Butt and Pancake Head» | Трей Паркер | Трей Паркер    | 16 апреля 2003  | 705         |
| Картман обнаруживает, что его ладонь превратилась в Дженнифер Лопес и теперь живёт почти самостоятельной жизнью. Звукозаписывающие компании нанимают её и увольняют настоящую Джей-Ло. |            |                                                             |             |                |                 |             |
| 102 | 6          | «Маленькие борцы с преступностью» «Lil’ Crime Stoppers»     | Трей Паркер | Трей Паркер    | 23 апреля 2003  | 706         |
| Друзья играют в полицейских. После успешного раскрытия дела о похищенной кукле их назначают младшими детективами полиции Южного Парка и поручают самые серьёзные дела. |            |                                                             |             |                |                 |             |
| 103 | 7          | «Алчность краснокожего» «Red Man’s Greed»                   | Трей Паркер | Трей Паркер    | 30 апреля 2003  | 707         |
| Индейцы скупают город и собираются строить на его месте шоссе. Жители против, и индейцы заражают их атипичной пневмонией. Стэн пытается найти от неё лекарство. |            |                                                             |             |                |                 |             |
| 104 | 8          | «Педики Южного Парка» «South Park Is Gay»                   | Трей Паркер | Трей Паркер    | 22 октября 2003 | 708         |
| Все мужчины (и мальчики) города становятся метросексуалами. Однако Кайл не хочет следовать новой моде. |            |                                                             |             |                |                 |             |
| 105 | 9          | «Тяжёлый христианский рок» «Christian Rock Hard»            | Трей Паркер | Трей Паркер    | 29 октября 2003 | 709         |
| Картман, Токен и Баттерс создают христианскую музыкальную группу. Стэн, Кайл и Кенни узнаю́т, почему нельзя скачивать музыку из Интернета бесплатно. |            |                                                             |             |                |                 |             |
| 106 | 10         | «Седой рассвет» «Grey Dawn»                                 | Трей Паркер | Трей Паркер    | 5 ноября 2003   | 710         |
| После многочисленных несчастных случаев у пожилых горожан города отбирают водительские права. Организация пенсионеров протестует. |            |                                                             |             |                |                 |             |
| 107 | 11         | «Каса-Бонита» «Casa Bonita»                                 | Трей Паркер | Трей Паркер    | 12 ноября 2003  | 711         |
| Картман пытается получить приглашение на день рождения Кайла в мексиканский ресторан Каса-Бонита, для чего прячет ото всех Баттерса. |            |                                                             |             |                |                 |             |
| 108 | 12         | «Всё о мормонах» «All About Mormons»                        | Трей Паркер | Трей Паркер    | 19 ноября 2003  | 712         |
| В город приезжает семья мормонов. Постепенно Стэн сближается с ними, а его отец и вовсе решает стать мормоном. |            |                                                             |             |                |                 |             |
| 109 | 13         | «Завязывай» «Butt Out»                                      | Трей Паркер | Трей Паркер    | 3 декабря 2003  | 713         |
| Друзья начинают курить. В город приезжает Роб Райнер, чтобы остановить распространение курения среди детей. |            |                                                             |             |                |                 |             |
| 110 | 14         | «Изюминки» «Raisins»                                        | Трей Паркер | Трей Паркер    | 10 декабря 2003 | 714         |
| Венди бросает Стэна. Друзья ведут его в ресторан в стиле «Hooters» под названием «Изюминки», чтобы немного взбодрить. Там Баттерс встречает девочку, которая вроде бы проявляет к нему интерес. Стэн становится готом.                                                                          |            |                                                             |             |                |                 |             |
| 111 | 15         | «Рождество в Канаде» «It’s Christmas in Canada»             | Трей Паркер | Трей Паркер    | 17 декабря 2003 | 715         |
| Накануне Рождества появляются настоящие родители Айка, забирающие его обратно в Канаду. Кайл с друзьями отправляется вслед за ними, чтобы поговорить с новым премьер-министром этой страны и вернуть Айка.                                                                                      |            |                                                             |             |                |                 |             |